# Le bonheur c'est une chanson triste
Pour plus de détails, voir Fiche technique et Distribution.
Le bonheur c'est une chanson triste est un film dramatique québécois écrit et réalisé par François Delisle, sorti en 2004.

## Synopsis
Après des désillusions amoureuses, une jeune femme assume sa dépression en errant dans la ville, au hasard des rencontres qu'elle provoque armée de sa caméra vidéo .

## Fiche technique
- Titre : Le bonheur c'est une chanson triste
- Réalisation : François Delisle
- Scénario : François Delisle
- Producteur : François Delisle et Joceline Genest
- Cinématographie : Edith Labbé
- Montage : Pascale Paroissien
- Direction artistique : Éric Bernard
- Genre : Drame
- Durée : 83 minutes
- Langue originale : français
- Pays de production :  Canada
- Budget : 450 000 dollars
- Dates de sortie : Canada : 28 mai 2004

## Distribution
- Anne-Marie Cadieux : Anne-Marie
- Frédérick De Grandpré : Pascal
- Micheline Lanctôt : La chauffeuse d'autobus
- Stéphane Krau : Marco
- Miro Lacasse : Stéphane
- Marco Ledezma : Raoul
- Kent McQuaid : Mike
- Joseph Bellerose : un passant
- Boucar Diouf
- Luc Proulx
- Marie Brassard